# 道本山
46°23′18″N 7°36′11″E / 46.388339°N 7.602957°E

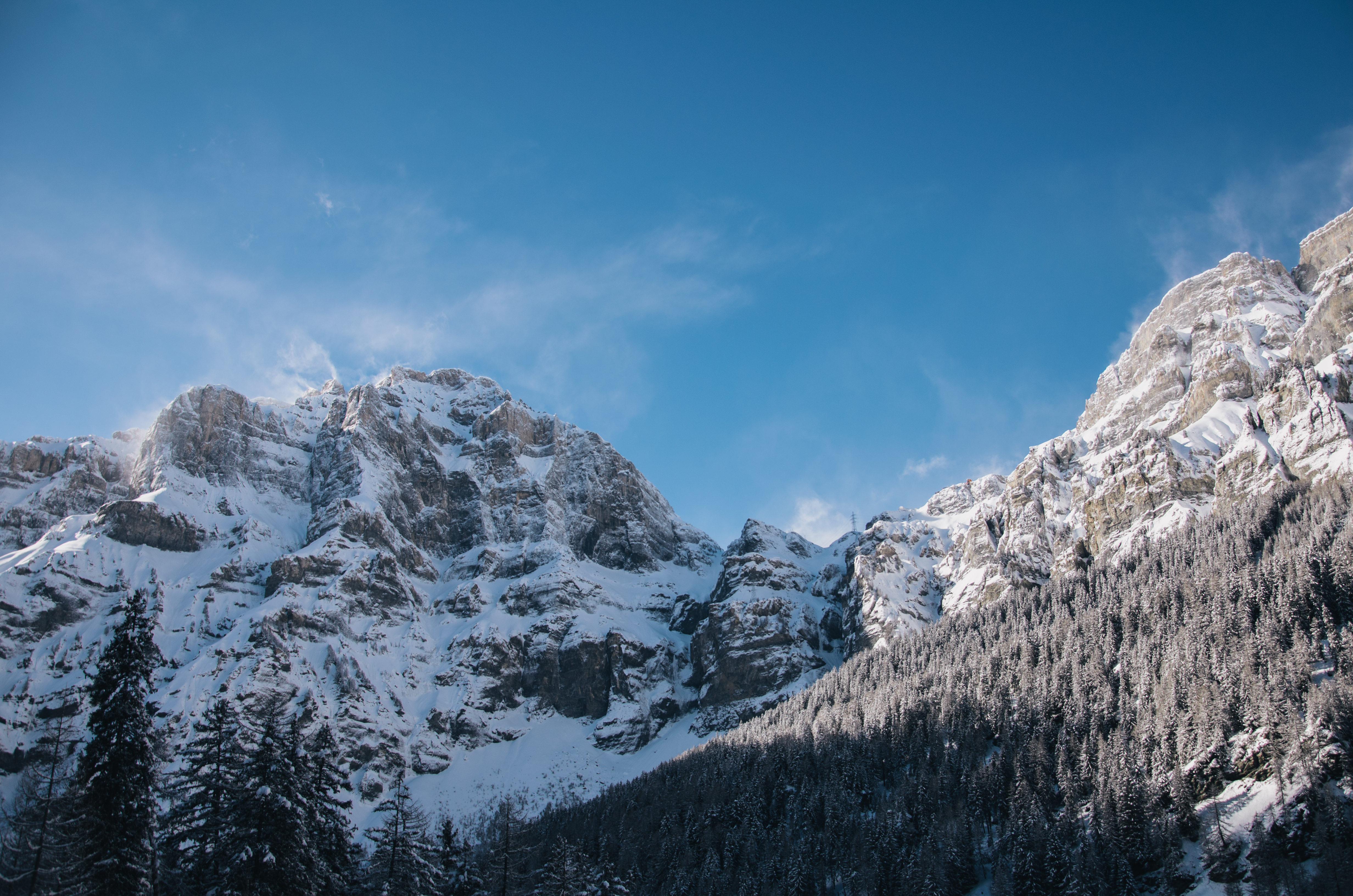

道本山（Daubenhorn），是瑞士的山峰，位於該國西南部，由瓦萊州負責管轄，屬於伯爾尼山的一部分，距離伯爾尼60公里，海拔高度2,942米，每年平均降雨量1,585毫米。